# Paranhos (kommun)
Paranhos är en kommun i Brasilien.   Den ligger i delstaten Mato Grosso do Sul, i den södra delen av landet, 1 200 km sydväst om huvudstaden Brasília. Antalet invånare är 12 355.
Följande samhällen finns i Paranhos:
- Paranhos

Trakten runt Paranhos består i huvudsak av gräsmarker. Runt Paranhos är det glesbefolkat, med 8 invånare per kvadratkilometer.